# Monroe (Produzent)
Monroe (* 18. August 1982 in Oldenburg (Niedersachsen); eigentlich Willem Bock) ist ein deutscher Musikproduzent, Autor und Verleger.

## Karriere
Monroe machte seine ersten Gehversuche als Musiker mit Demotapes in Eigenregie mit der Gruppe Monroe & Salomon zwischen 1999 und 2001. Die erste deutschlandweit vertriebene Tonträgerveröffentlichung war 2003 das komplett von Monroe produzierte Album Natur des Menschen von Pahel (RAG / Ruhrpott AG). Nach ersten Produktionen für die Showdown-Records-Künstler Rasul (Square One) und KC da Rookee im Jahre 2004 folgte 2005 die Produktion von zwei Sony-BMG-Singles für Kool Savas & Azads gemeinsames Top-5-Album One.
2006 gründete Monroe zusammen mit Dennis Kortümm – Manager von Bill und Tom Kaulitz (Tokio Hotel) sowie Samy Deluxe – die Verlags-Edition PaperPaper bei EMI Musicpublishing Germany. 2006 folgte Monroes Debüt-Album Your Favourite Rappers' Favourite Producer über PaperPaper im Vertrieb von Groove Attack. Anfang 2007 wurde er bei den Hiphop.de Awards 2006 als „Bester Deutscher Produzent“ ausgezeichnet.
2007 produzierte Monroe die Alben von Pal One (Starting Lineup) und Separate (Buckwheats) u. a. mit den Feature-Gästen Xavier Naidoo, Sebastian Hämer und Moses Pelham.
2008 folgten Produktionen für Das Bo, D-Flame, Pahel und Curse feat. Xavier Naidoo. Außerdem startete Monroe die Zusammenarbeit mit Ex-DSDS-Kandidat Dennis Haberlach.
2009 erschienen von Monroe produzierte Songs auf Releases von Eko Fresh und Xavier Naidoo.
2009 erschien das von Monroe produzierte Album Movement, auf dem viele Künstler vertreten sind, mit denen er zuvor schon zusammengearbeitet hatte, darunter Xavier Naidoo, Samy Deluxe, Curse, Eko Fresh, Separate. Neben der eigentlichen, 18 Tracks fassenden CD, liegt noch eine Best-of Monroe Bonus-CD bei.
Nach diversen Free-Tracks 2010 und Songs auf den Veröffentlichungen von Eko Fresh und Laas Unltd veröffentlichte Monroe 2011 den vom Museum für Kunst & Gewerbe Hamburg präsentierten Ausstellungs-Soundtrack Stylectrical.

## Diskografie

### Alben
- 2006: Your Favourite Rappers' Favourite Producer
- 2009: Movement
- 2011: Stylectrical

### Produktionen
- 2015: Punch Arogunz – Frontal (10 Songs) | Halunkenbande
- 2013: Laas Unltd. – Im Herzen King (2 Songs) | Indie
- 2012: Laas Unltd. – Im Herzen Kind (6 Songs) | Indie
- 2012: Eko Fresh – Ek to the Roots (4 Songs) | Seven Days Music
- 2012: Ercandize – Uppercut (1 Song) | Indie
- 2012: Ali As & Pretty Mo – 1000 Bars (3 Songs) | Free Download
- 2012: Sentino – Stiller Westen (4 Songs) | INDIE
- 2011: Laas Unltd – Blackbook (iTunes Edition) LP (1 Remix) | INDIE | LP-Charts #37
- 2010: Eko Fresh – Freezy Bumaye 2.0 LP (6 Songs) | INDIE
- 2010: Laas Unltd – Backpack Inferno LP (5 Songs) | INDIE
- 2009: Xavier Naidoo – Alles kann besser werden LP (1 Song) | LP-Charts #1
- 2009: Eko Fresh – Jetzt kommen wir wieder auf die Sachen EP (1 Song) | INDIE | LP-Charts #42
- 2008: D-Flame – Stress LP (1 Song) | INDIE
- 2008: Pahel – Für zehn von denen LP (1 Song) | INDIE
- 2008: Das Bo –  Dumm aber schlau LP (3 Songs) | SONY
- 2008: Curse – Freiheit LP (1 Song) | SONY/BMG | LP-Charts #12
- 2008: Curse – Freiheit Bonus-CD (MZEE Edt.) (1 Song) | SONY/BMG
- 2008: Ali A$ – Der Countdown läuft (1 Song) | INDIE
- 2008: Griot – Strosseparade (1 Song) | UNIVERSAL
- 2008: Das Bo Ohne Bo Single (Bonustrack) | SONY
- 2007: Illo – Wer wenn nicht ich? LP (1 Song) | EMI | LP-Charts #97
- 2007: Separate – Ein guter Tag zum Sterben Premium Double-LP (13 + 7 Songs) | INDIE
- 2007: Separate – Ein guter Tag zum Sterben LP (13 + 1 Songs) | INDIE
- 2007: Deluxe Records – Splash Exclusive 2007 Compilation-EP (1 Song) | INDIE
- 2007: Snaga & Pillath – Aus Liebe zum Spiel LP (2 Songs) | EMI | LP-Charts #38
- 2007: Olli Banjo – Lifeshow LP (2 Songs) | INDIE | LP-Charts #37
- 2007: Pal One – Fokus: Rap LP (15 Songs) | INDIE
- 2007: Samy Deluxe – Deluxe von Kopf bis Fuss LP (2 Songs) | INDIE | LP-Charts #73
- 2006: Rasul – Opium Vol. 2 LP (9 Songs) | INDIE
- 2006: Headliners – Das Album zum Film LP (1 Song) | INDIE
- 2006: Sentino – Ich bin deutscher Hiphop LP (3 Songs) | INDIE | LP-Charts #99
- 2006: Manuellsen – Meine Zeit Single (+ Bonustrack) | EMI
- 2006: Manuellsen – Insallah LP (4 Songs) | EMI
- 2006: Griot – Strossegold LP (3 Songs) | UNIVERSAL | LP-Charts #17
- 2006: Hamburgs Finest – Einer geht noch Compilation (1 Song) | INDIE
- 2006: Deluxe Records – Splash Exclusive 2006 Compilation EP (1 Song) | INDIE
- 2006: Snaga & Pillath – Eine Frage der Ehre LP (1 Song) | INDIE
- 2006: Abroo – Zwischen Liebe und Hass LP (1 Song) | INDIE
- 2006: Jonesmann – In dein Mund LP (1 Song) | INDIE
- 2006: Samy Deluxe – Big Baus Of The Nauf LP (2 Songs) | INDIE | LP-Charts #45
- 2006: Rasul – Opium Vol. 1 LP (13 Songs) | INDIE
- 2006: Jonesmann – SJ LP (1 Song) | SONY/BMG | LP-Charts #54
- 2006: Captain Gips – Transformer LP (1 Song) | INDIE
- 2006: Zombi Squad – Appointment With The Underground LP (8 Songs) | INDIE
- 2006: Juice – Rap in D Compilation (2 Songs) | SONY/BMG
- 2005: Curse – Sinnflut LP (1 Song) | SONY/BMG | LP-Charts #27
- 2005: Kool Savas & Azad – One DVD (2 Songs) | SONY/BMG
- 2005: Kool Savas & Azad – Guck My Man Single | SONY/BMG | Single-Charts #27
- 2005: Illo – Zurück wie verdautes Essen LP (1 Song) | INDIE
- 2005: Samy Deluxe – So Deluxe, So Glorious Re-Release LP (2 Songs) | INDIE
- 2005: Samy Deluxe – So Deluxe, So Glorious LP (1 Song) | INDIE | LP-Charts #88
- 2005: Selfmade Records – Schwarzes Gold Compilation (1 Song) | INDIE
- 2005: Kool Savas & Azad – One LP (2 Songs) | SONY/BMG | LP-Charts #5
- 2005: Kool Savas & Azad – Monstershit Single | SONY/BMG | Single-Charts #29
- 2004: Pahel f/ Lunafrow – Seele auf Eis Single | INDIE
- 2003: Pahel – Natur des Menschen LP (12 Songs) | INDIE
- 2003: Pahel – Sahara Single | INDIE

### Sonstige
- 2009: Pianoman (Exclusive Juice Remix) (feat. Ali A$) (Juice Exclusive! auf Juice-CD #104)